# Hunyor
A hunyor (Helleborus) a boglárkafélék (Ranunculaceae) rendjébe tartozó nemzetség.

## Előfordulásuk
Dél-Európa (főként a Balkán-félsziget), Közép-Európa, Törökország, Kaukázus; egy faj (H. thibetanus) Kína nyugati részén honos. Magyarországon három faja őshonos (kisvirágú hunyor, pirosló hunyor, illatos hunyor), mindhárom védett.

### Elterjedésük Magyarországon
A három Magyarországon őshonos faj elterjedése a földrajzi vikarizmus iskolapédája. A pirosló hunyor az Északi-középhegységben, a kisvirágú hunyor a Dunántúlon, az illatos hunyor pedig a Dél-Dunántúl keleti részén foglalja el ugyanazt az élőhelytípust.

## Megjelenésük
Alacsony vagy középmagas, kora tavasszal (olykor már télen) virágzó szárazföldi évelők. Leveleik tenyeresen összetettek, a tőlevelek ölbefogottak. A virág sugaras szimmetriájú, a szirmok kanál, vagy tölcsér alakú mézfejtőkké alakultak, a virágtakaró egynemű, színes, vagy zöld csészelevelek alkotják.

## Felhasználása
Valamennyi hunyor minden része mérgező; de egyesek, mint például a pirosló hunyor (Helleborus purpurascens) gyógyhatásúak is. Az ókorban a gonosz szellemek elűzésének szertartásain használták.

## Rendszerezés
A nemzetségbe az alábbi 16 faj és 1 hibrid tartozik:
- Helleborus abchasicus A.Braun
- Helleborus bocconei Ten.
- Helleborus colchicus Regel
- Helleborus croaticus Martinis
- Helleborus cyclophyllus Boiss.
- kisvirágú hunyor (Helleborus dumetorum) Waldst. & Kit. ex Willd.
- télizöld hunyor (Helleborus foetidus) L.
- korzikai hunyor (Helleborus lividus) Aiton ex Curtis
- Helleborus × mucheri Rottenst.
- Helleborus multifidus Vis.
- fekete hunyor (Helleborus niger) L. - típusfaj
- illatos hunyor (Helleborus odorus) Waldst. & Kit. ex Willd.
- keleti hunyor (Helleborus orientalis) Lam.
- pirosló hunyor (Helleborus purpurascens) Waldst. & Kit.
- Helleborus thibetanus Franch.
- Helleborus vesicarius Aucher ex Boiss.
- zöld hunyor (Helleborus viridis) L.